# Liste der deutschen Botschafter in der Slowakei
Die Liste der deutschen Botschafter in der Slowakei enthält die Botschafter Deutschlands im nach der Zerschlagung der Tschechoslowakei entstandenen Slowakischen Staat (1939–1945) bzw. in der Slowakei (ab 1993). Der Sitz der Botschaft ist in Bratislava.
| Name                       | Amtszeit        |
| Deutsches Reich            | Deutsches Reich |
| -------------------------- | --------------- |
| Hans Bernard               | 1939–1940       |
| Manfred von Killinger      | 1940–1941       |
| Hanns Ludin                | 1941–1945       |
| Bundesrepublik Deutschland |                 |
| Heike Zenker               | 1993–1996       |
| Ludger Buerstedde          | 1997–2003       |
| Uta Mayer-Schalburg        | 2003–2005       |
| Jochen Trebesch            | 2005–2009       |
| Axel Hartmann              | 2009–2013       |
| Michael Georg Schmunk      | 2013–2014       |
| Thomas Götz                | 2014–2016       |
| Joachim Bleicker           | 2016–2020       |
| Barbara Wolf               | 2020–2024       |
| Thomas Kurz                | seit 2024       |